# Dindigul (stad)
Dindigul is een stad, gelegen in de Indiase deelstaat Tamil Nadu. Het is de hoofdstad van het gelijknamige district. De naam van de stad is een porte-manteau van "Thindu", wat kussen betekent, en "kal", wat rots betekent. De naam refereert aan de kale heuvels nabij de stad.

## Demografie
Met een inwoneraantal van 292.132 mensen in 2011 staat Dindigul op de 11e plaats van grootste steden van India.
Dindigul heeft een alfabetiseringsgraad van 90,55%, wat hoger is dan het nationale gemiddelde van India; 78,8%.

## Economie
- Landbouw: De primaire industrie van de stad. Dindigul heeft 200.000 hectare aan landbouwgrond en 70% van de bevolking is direct of indirect in de landbouw werkzaam. Ook heeft de stad een bosgebied van 85 hectare.[2] De voornaamste landbouwproducten uit Dindigul zijn katoen, uien en noten. Een product specifiek voor Dindigul zijn druiven in Paneer.
- Textiel: Dindigul heeft de grootste textielindustrie van Tamil Nadu.
- Leer: Dindigul heeft eveneens een grote leerindustrie.
- Sloten en stalen kluizen: sloten en kluizen vervaardigd in Dindigul worden wereldwijd verkocht.
- Tabak: sinds het koloniale tijdperk is Dindigul een centrum voor tabakshandel en de productie van sigaren.

## Infrastructuur
Dindigul is zowel per weg als per spoorweg verbonden met de rest van Tamil Nadu en andere grote Indiase steden. Het treinstation van Dindigul treinstation vormt een belangrijke schakel in de Southern Railway zone.
De dichtstbijzijnde luchthaven voor Dindigul is Madurai Airport, die op 70 kilometer van de stad ligt.

## Onderwijs

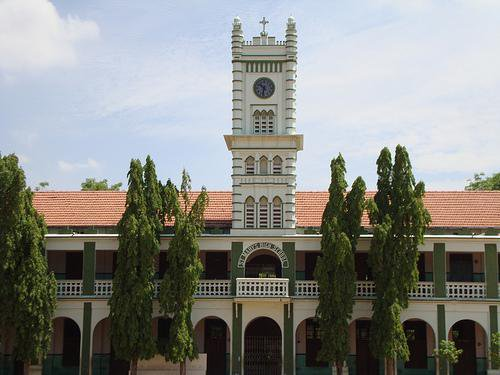
St. Mary's Higher Secondary School

### Universiteiten
- Gandhigram Rural University (GRU)
- Mother Theresa University for Women at Kodaikanal

### Hogere scholen
- Agni School of Business Excellence (Morepatti, Vadamadurai, Dindigul)
- Amman College of Education (Dindigul)
- Christian Engineering & Polytechnic College (Oddanchatram)
- GTN Arts & Science College (Karur Road)
- JVP School of Nursing (Begambur)
- MVM Arts and Science College (Vedasandur Road)
- NPR Group of Colleges (Natham)
- Pannaikadu Veerammal Paramasivam Arts and Science College
- Pannaikadu Veerammal Paramasivam College of Engineering and Technology for Women (PVP) (Banthalagundu)
- Parvathy Arts College (Madurai Road)
- PSNA College of Engineering and Technology (Palani Road)
- Ramprabha Arts College (Natham Road)
- RVS College of Engineering and Technology (Karur Road)
- SBM College of Engineering and Technology
- Sri Hayagreeva Arts And Science College (SHAASCO), (Madurai Road)
- SRI Subramanya College of Engineering and Technology
- SSM Institute of Engineering and Technology
- Surabi Nursing, Fashion Designing and Catering College (Dindigul)
- Vijay Institute of Management (Chettiapatti Bus Stand, Madurai Road)
- AR School of Business (Madurai Road, NH-7, J. Oothupatty, Dindigul)
- SreeVee Business School (Karur Road, NH-7)
- N.P.R. College of Engineering and Technology(Natham)

### Scholen
- St. Mary's Higher Secondary School
- Dudley Higher Secondary School
- SMB Matriculation School
- M.S.P Solai Nadar Hr. Sec. School
- John Paul Higher Secondary School
- St.Joseph's Girls Higher Secondary School
- Annamalaiyar Mills Girls Hr Sec school
- Soundararaja Vidyalaya